# آرکون ۲: ماهر
آرکون ۲: ماهر (به انگلیسی: Archon II: Adept) یک بازی ویدئویی اکشن-استراتژی است که در سال ۱۹۸۴ توسط شرکت «فری فال آسوشیئتز» تولید و به وسیله شرکت الکترونیک آرتز برای پلتفرم‌های مختلف منتشر گردید. این عنوان ترکیبی از بازی تخته‌ای استراتژی و اکشن می‌باشد. البته این بازی بر خلاف نسخه اول (آرکون: نور و تاریکی)، درون مایه‌های متکی بر شطرنج، خوبی و بدی، مبارزه‌های تک به تک و جادو را در خود ندارد.

## گیم پلی

اسکرین شات از نسخه کمودور ۶۴

مانند عنوان «آرکون: نور و تاریکی»، این بازی نیز رقابت بین دو نیروی داخل بازی (Master of Order و Mistress of Chaos) بر روی یک صفحه است که مهره‌های دوطرف وارد یک مبارزه شده و تا سرحد مرگ با هم مبارزه می‌کنند. محیط مبارزه متشکل از چهار مستطیل هم مرکز می‌باشد که اطراف آن را چهار المنت زمین، باد، آتش و آب فرا گرفته است. همچنین دو قسمت خالی در بخش مرکزی و به صورت عمودی و دو برج به صورت افقی در صفحه بازی قرار دارند. هر بازیباز بازی را با چهار جادوگر به نام «ادپت» آغاز می‌کند.
نیروهای Order به رنگ زرد و Chaos به رنگ آبی یک در میان نوبت بازی اشان می‌باشد. در هر نوبت بازیباز باید یک مهره را حرکت دهد یا از یک جادوگر برای ایجاد جادو استفاده نماید. مهره‌هایی که توسط جادوگران به صفحه بازی فراخوانده شوند می‌توانند از المنت مربوطه خود کاملاً دور شده یا فقط یک خانه حرکت کنند. جادوگرها می‌توانند به هر جایی تله پورت شوند. مهره‌ها نمی‌توانند وارد خانه‌های اشغال شده توسط حریف شوند، مگر آنکه به قصد جنگ و گرفتن مهره حریف باشد. مهره‌های شکست خورده بلافاصله از صفحه بازی بیرون انداخته می‌شوند. نیروی اصلی برای فعالیت‌های داخل بازی (تله پورت، انجام جادو و...)، انرژی جادویی خاصی است. این نیروی خاص با اشغال هر خانه توسط مهره‌های هم تیمی به دست می‌آید.

## بازتاب‌ها
مجله II Computing در مورد نسخه اپل ۲ این بازی اظهار کرده: «بسیار چالش برانگیزتر از نسخه اول بازی که دارای نوآوری‌های هیجان انگیزتری است... بسیار خوب است که ادامه یک بازی موفق را می‌بینیم، اگرچه شاید به خوبی نسخه اول نباشد اما مرزهای سیستم گیم پلی این بازی‌ها را گسترش داده است.» منتقد مجله «کامپیوتر گیمینگ ورلد» قسمت اول و دوم نسخه آمیگای بازی آرکون را به تمام علاقه‌مندان بازی‌های استراتژیک توصیه می‌کند.